# South Apopka
South Apopka és una concentració de població designada pel cens dels Estats Units a l'estat de Florida. Segons el cens del 2000 tenia 5.800 habitants.

## Demografia
Segons el cens del 2000, South Apopka tenia 5.800 habitants, 1.763 habitatges, i 1.338 famílies. La densitat de població era de 814,3 habitants/km².
Dels 1.763 habitatges en un 36,1% hi vivien nens de menys de 18 anys, en un 37,4% hi vivien parelles casades, en un 31,5% dones solteres, i en un 24,1% no eren unitats familiars. En el 18,2% dels habitatges hi vivien persones soles el 6,1% de les quals corresponia a persones de 65 anys o més que vivien soles. El nombre mitjà de persones vivint en cada habitatge era de 3,28 i el nombre mitjà de persones que vivien en cada família era de 3,7.
Per edats la població es repartia de la següent manera: un 34,9% tenia menys de 18 anys, un 10,4% entre 18 i 24, un 26,8% entre 25 i 44, un 18,8% de 45 a 60 i un 9,1% 65 anys o més.
L'edat mediana era de 29 anys. Per cada 100 dones de 18 o més anys hi havia 84,2 homes.
La renda mediana per habitatge era de 25.563 $ i la renda mediana per família de 29.750 $. Els homes tenien una renda mediana de 21.757 $ mentre que les dones 18.567 $. La renda per capita de la població era de 10.864 $. Entorn del 26,8% de les famílies i el 34,9% de la població estaven per davall del llindar de pobresa.

## Poblacions més properes
El següent diagrama mostra les poblacions més properes.